# Ernst Albrecht
Ernst Carl Julius Albrecht, född 29 juni 1930 i Heidelberg, död 13 december 2014, var en tysk politiker från CDU. Han var ministerpresident i Niedersachsen  från 1976 till 1990. 
Albrecht gifte sig 1953 med Heidi Adele Stromeyer, som dog 2002. De hade tillsammans sju barn, bland annat CDU-politikern och EU-kommissionären Ursula von der Leyen liksom Hans-Holger Albrecht.